# Herbert Becke

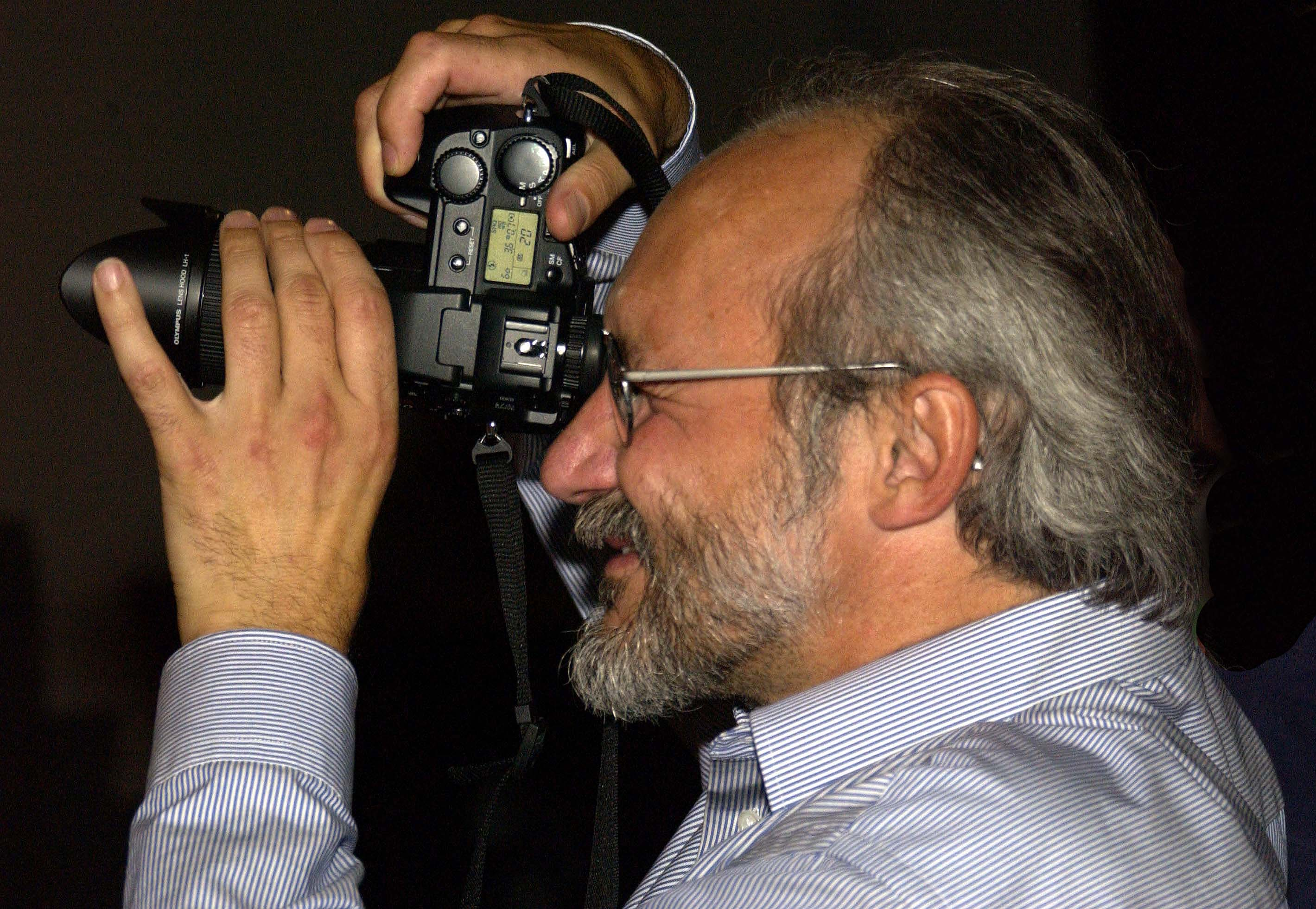
Herbert Becke, 2001

Herbert Becke (* 1950 in München) ist ein deutscher Kulturschaffender und Fotograf.

## Leben und Leistungen
Herbert Becke gründete mit 16 Jahren die Valentinadenbühne in München und leitete sie fünf Jahre. Nach dem Studium der Erwachsenenbildung an der staatl. Fachhochschule München für Sozialwesen, das er als Diplom-Sozialpädagoge abschloss, übernahm er mit 26 Jahren die Leitung der Volkshochschule im Norden des Landkreises München (Garching bei München, Ismaning, Unterföhring und Unterschleißheim). In den 33 Jahren seiner Amtszeit entwickelte sich die vhs München-Nord zu der zweitgrößten Erwachsenenbildungseinrichtung in Oberbayern. Von 1976 bis 2008 baute Becke die  Kleinkunstreihe Kulturdonnerstage im Garchinger Bürgerhaus auf. 14 Jahre lang vergab das Abonnement-Publikum hier den Kleinkunstpreis Garchinger Kleinkunstmaske. Er war Gründer und langjähriger Leiter der Musikschulen in Garching (1977) und Ismaning (1978). Becke war Initiator der „Stadt-Land-Gespräche“ sowie Initiator des „Kinos im Römerhof“ in Garching. Herbert Becke ist Dozent für Fotografie sowie Initiator und Leiter des Projektes „Foto Art München“, Organisator der  Münchner Fototage und Juror bei nationalen und internationalen Fotowettbewerben. Von 1979 bis 1991 erfüllte er einen Lehrauftrag an der Münchner FH für Sozialwesen. Becke war von 2014 bis 2023 Vorstandsmitglied der „Saubande“, dem Valentin-Karlstadt-Förderverein, zur ideellen und finanziellen Förderung des Valentin-Karlstadt-Musäums.

## Künstlerische Arbeit
Becke fotografiert mit dem Schwerpunkt der Menschen- und Reportagefotografie. Er hatte diverse Ausstellungen, so „Ostfriesland“, „Die Daxen vom Riemerfeld“, „Anpfiff“ „Sylt bei jedem Licht“, „Künstlerporträts“, „Venedig, als hätten wir geträumt….“, „Aus meiner Sicht“, „Eiskanal“, „Ismaninger Köpfe“ und „München von unten nach oben“. Herbert Becke arbeitete mit Fotografen zusammen wie Rainer Martini, Michael Gnade, Harald Mante, Detlev Motz, Hans Jessel, Dietmar Nill, Michael Martin. Er ist Begründer und Initiator des Foto-Projektes „bodenständig“. Becke fotografiert dabei mit der Kamera unmittelbar „auf dem Boden der Tatsachen“ und will damit völlig neue Sichtweisen zeigen. 2020 erschien sein Fotobuch Karl Valentin – Bilder-Sprache mit 127 seiner Fotos und dazu jeweils ein passendes Zitat Karl Valentins, ausgewählt von Gunter Fette (Nachlassverwalter von Karl Valentin) im Volk Verlag.

## Ausstellungen
- 1982:	Garching, Bürgerhaus,  Ausstellung mit Landschaftsfotos von „Ostfriesland“
- 1983: Aurich, vhs Kultur- und Bildungszentrum, „Ein Münchner sieht Ostfriesland“
- 1990:	Garching, Bürgerhaus, „Die Daxen vom Riemerfeld“
- 1991: Garching, Bürgerhaus, „Künstlerporträts“
- 1992:	Garching, Stadtbücherei, „40 Promis“
- 1993:	Garching, Bürgerhaus, „Anpfiff - Jugendfußball“
- 2000:	Garching, Bürgerhaus, „Theaterfotografie“
- 2003: Ismaning, Weiterbildungszentrum, „Venedig als hätten wir geträumt“
- 2003:	Garching, Bürgerhaus, „Faszination Eiskanal“
- 2004: Berchtesgaden, Kongresszentrum, „Die Weltmeister im Bob- und Skeleton“
- 2006: Garching, Bürgerhaus, „Aus meiner Sicht“
- 2012: Unterföhring, vhs-Zentrum, „Begegnung“
- 2013: Ismaning, Schlossmuseum, „Ismaninger Köpfe“
- 2013: Ismaning, Kallmann-Museum, Schlosspavillon, „bodenständig“
- 2014: München, Galerie eigenArt, „von unten nach oben“
- 2014: Garching, U-Bahnhof, „Faszination Eiskanal“
- 2015: München, Valentin-Karlstadt-Musäum, „M...aus der Sicht der PerspekTIEFE“
- 2015: München, Altezza, „München ganz unten im 5. Stock“
- 2016: Unterschleißheim, Bürgerhaus, „40 Jahre im Rahmen“
- 2017: Garching, U-Bahnhof, „Künstlerporträts – 40 Jahre Kabarett“
- 2017: München, Altezza, „Münchner PerspekTIEFEN“
- 2017: Villingen-Schwenningen, Medienfestival, „Bilder auf dem Boden der Tatsachen“
- 2021: München, Valentin-Karlstadt-Musäum, „Karl Valentin – Bilder Sprache“
- 2023: Garching, Begegnungs- und Bildungszentrum B 2, „Karl Valentin – Bilder Sprache“
- 2024: Gröbenzell, Bürgerhaus, Galerie, „Karl Valentin – Bilder Sprache“

## Ehrenamtliches
- 1972–1978: Vorsitzender des Bezirksausschusses Milbertshofen-Hart-Schwabing-Nord
- 1977: Gründung und Vorsitzender des Fotoclubs der Volkshochschule „CC77“.
- 1982–1992: 2. Vorsitzender der Oberbayerischen Volkshochschulen

## Auszeichnungen
- 2009: Verdienstmedaille der Stadt Garching
- 2010: Tassilo-Preis (für Kunst und Kultur) der Süddeutschen Zeitung, für sein Lebenswerk
- 2012: Verdienstkreuz am Bande der Bundesrepublik Deutschland[2]
- 2018: Goldmedaille des Trierenberg Super Circuit in der Kategorie Run